# Första klass (musikalbum)
Första klass är den svenska hiphopartisten Einárs debutalbum. Albumet släpptes den 7 juni 2019, utan något skivbolag i ryggen.
Albumet nådde den 21 juni 2019 första platsen på Sverigetopplistan för album, en position den höll i totalt fem veckor. Vid Grammisgalan 2020 blev Einár utsedd till "Årets hiphop" samt "Årets nykomling" för albumen Första klass och Nummer 1.
I låten "Röda sulor" rappar Einár om sin bortgångna vän "Paki".

## Låtlista
| Nr           | Titel              | Längd |
| ------------ | ------------------ | ----- |
| 1.           | Första klass       | 2:32  |
| 2.           | Rör mig            | 2:57  |
| 3.           | Röda sulor         | 3:08  |
| 4.           | HipHop (med Adaam) | 2:35  |
| 5.           | Fusk (med K27)     | 3:23  |
| 6.           | F mitt X           | 2:51  |
| 7.           | Bro Code           | 3:27  |
| 8.           | Katten i trakten   | 2:35  |
| 9.           | Gäng               | 2:44  |
| Total längd: | Total längd:       | 26:12 |